# Doclea
Doclea is een geslacht van kreeftachtigen uit de klasse van de Malacostraca (hogere kreeftachtigen).

## Soorten
- Doclea aduncus Wagner, 1986
- Doclea alcocki Laurie, 1906
- Doclea armata De Haan, 1839
- Doclea brachyrhynchos Bleeker, 1856
- Doclea canalifera Stimpson, 1857
- Doclea canaliformis Ow-Yang, in Lovett, 1981
- Doclea macracanthus Bleeker, 1856
- Doclea muricata (Herbst, 1788)
- Doclea ovis (Fabricius, 1787)
- Doclea rissoni Leach, 1815
- Doclea unidentata Chen & Ng, 2004